# LASERS
Lasers és una banda de música electrònica de Barcelona formada a finals de 2009 per Carlos del Valle, Àlex Farré i Àngel Ortiz. Poc després s'uneix a la banda Iván Lorenzo.

## Assoliments
El 2010 guanyen el concurs "Levi's Unfamous Music Awards". Aquest mateix any editen el seu primer treball amb la discogràfica Hubble Sound, un EP (Extended Play) de 5 cançons amb el títol "Lasers".
A poc a poc es van definint com una formació electrònica amb bateria, sintetitzadors, baix i samplers, passant d'un so shoegazing a un so més proper al Nu-disco i al house.
L'any 2011 fitxen pel segell Irregular Label i publiquen "Juno", el qual és nominat als premis UFI (Unión Fonográfica Independiente) com a millor disc de música electrònica.
El 2013 editen amb Irregular Label el seu tercer àlbum, "Exchange levels" i remesclen al grup Desert.

## Discografia

### Àlbums
- Lasers (2010)
- Juno (2011)
- Exchange Levels (2013)

### EP´s
- Planetary Machines (2009)
- Solar systen remixes (2012)

### Remixes
- This Is The Last Time I Shake Your Hand - The Suicide of Western Culture, Remixes (2012)
- Desert - Desert remixed (Lasers Remix)